# Opencast

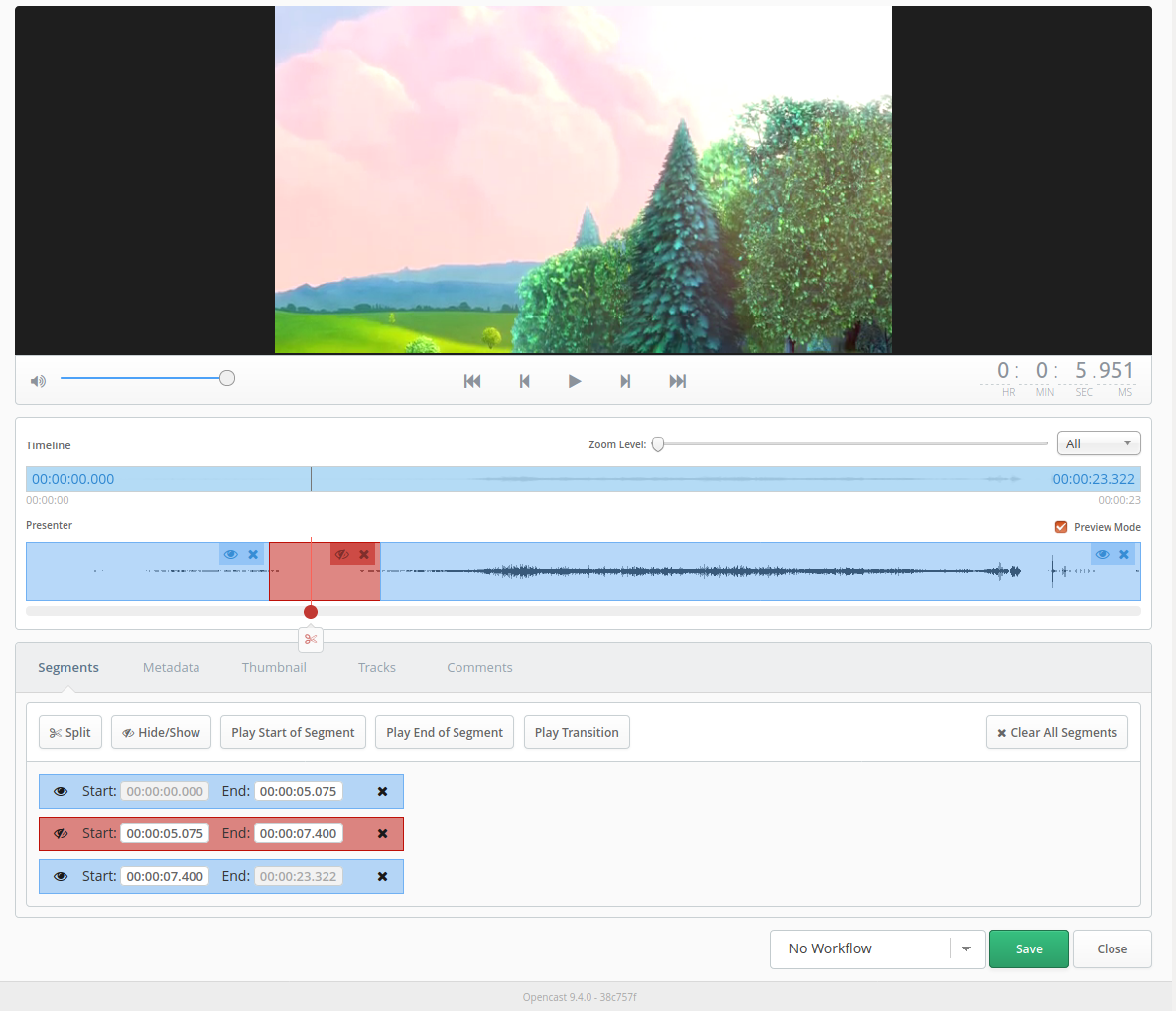
Video Editor als Teil der Administrationsoberfläche von Opencast 9

Opencast ist eine quelloffene Software zum Management von Audio- und Videoinhalten, insbesondere für die Aufzeichnung und Distribution von Lehrveranstaltungen. Es bietet ein eigenes Videoportal, eine webbasierte Lösung für das Erstellen von Videos sowie einen Editor für deren Bearbeitung.

## Opencast Community
Die 2007 von der UC Berkeley ins Leben gerufenen Community hatte das Ziel, ein Open Source Video Management System speziell für Hochschulen zu bauen. Dreizehn akademische Institutionen aus Europa und Nordamerika beteiligten sich an diesem Projekt, das von der Hewlett Foundation und der Andrew W. Mellon Foundation gefördert wurde. 2015 wurde die Community Teil der Apereo Foundation.

## Opencast Software
Die Software wurde (wahrscheinlich wegen des Projektauftakttreffens an der ETH Zürich) zunächst „Opencast Matterhorn“ genannt. 2010 wurde die Version 1.0 veröffentlicht. Der Namenszusatz „Matterhorn“ wurde mit dem Versionssprung auf 2.0 (Sommer 2015) entfernt. 

## Belege
1. ↑  web.archive.org.
2. ↑  Release 17.4. 27. Mai 2025 (abgerufen am 28. Mai 2025).
3. ↑  Opencast 2.3.3-rc1. (abgerufen am 29. August 2021).
4. ↑  github.com.
5. ↑  https://explore.opencast.org/projects/tobira – Videoportal Tobira
6. ↑  www.linux-magazin.de/content/view/full/42507
7. ↑  https://www.apereo.org/projects/opencast – Opencast bei Apereo